# Louis Appia
Pour les articles homonymes, voir Appia.
Louis Appia, de son nom complet Louis Paul Amédée Appia, né le 13 octobre 1818 à Hanau et décédé le 1er mars 1898 à Genève, est un chirurgien germano-suisse qui s'illustra particulièrement dans la médecine militaire.
En 1863, il devient membre du « Comité de cinq », qui deviendra le Comité international de la Croix-Rouge (CICR). En 1869, il rencontre Clara Barton, et attire son attention sur la convention de Genève et l'activité du comité international. Cette rencontre sera à l'origine de l'engagement de Barton dans la fondation de la Croix-Rouge américaine.

## Biographie

### Jeunesse
Le père de Louis Paul Amédée Appia, le pasteur Jean Paul Appia, né le 4 mai 1782 à Torre Pelice et décédé le 19 janvier 1849 à Francfort-sur-le-Main, était originaire du Piémont. Son épouse, Louise Charlotte Caroline Develay, née le 27 juillet 1786 à Constance en Allemagne et décédée le 16 février 1867 à Paris, était originaire d'Yverdon et de Genève. Son père, qui avait étudié à Genève, est depuis 1811 pasteur évangélique à Hanau, près de Francfort-sur-le-Main, et prend en charge la population alors composée de huguenots. Louis est le troisième d'un total de six enfants, est né le mardi 13 octobre 1818 à Hanau. Il étudie au collège de Francfort-sur-le-Main et obtient à l'âge de 18 ans son baccalauréat à Genève. En 1838, il commence des études de médecine à Heidelberg et les achève en 1843 avec le titre de docteur, mention summa com laude. Il retourne ensuite à Francfort-sur-le-Main.
En 1847, il voyage en Suisse et plus précisément à Genève pour prendre soin de ses grands-parents alors que la situation est tendue en raison de la guerre du Sonderbund. Il poursuit ensuite sa route vers Paris. Dans cette ville ainsi qu'à Francfort-sur-le-Main, il aide durant un an à soigner les blessés de la révolution française de 1848 et de la révolution de mars en Allemagne. C'est alors que les coutumes et les traditions militaires commencent à exercer une grande fascination sur Appia, qui porte dorénavant son intérêt sur la médecine militaire et l'amélioration de l'aide aux victimes de guerre. Après le décès de son père, il se rend en 1849 avec sa mère à Genève et y pratique en tant que chirurgien. Dans le cadre de son activité relative aux questions de médecine militaire, il développe notamment un appareil visant à l'immobilisation d'un bras ou d'une jambe cassée pendant le transport d'un blessé. En outre, il écrit un document sur les soins chirurgicaux des blessures de guerre. En 1853, il épouse Anne Caroline Lasserre, qui donne naissance à deux fils (Paul et Adolphe) et deux filles (Hélène et Marie). Son fils Adolphe Appia est scénographe et metteur en scène, pionnier des théories du théâtre moderne.
Son frère George, qui est pasteur à Pignerol, attire dans plusieurs lettres écrites en 1859 son attention sur la situation des victimes de la campagne d'Italie. À partir du mois de juillet de la même année, Louis Appia travaille dans des hôpitaux de campagne à Turin, Milan, Brescia et Desenzano del Garda. Il distribue des copies de son document à des médecins italiens et français, met en place le matériel nécessaire et récolte des fonds pour aider les blessés par le biais de lettres envoyées à ses amis genevois. À l'hôpital Saint-Philippe de Milan, son invention est expérimentée pour la première fois avec succès lors du long transport d'un lieutenant blessé.
Début août, il retourne à Genève, parachève son document sous le titre Le chirurgien à l'ambulance ou quelques études pratiquées sur les plaies par armes à feu, avec le soutien de son ami Théodore Maunoir, et finit par le publier au cours de la même année. Pour ses découvertes médicales, lui et Henri Dunant sont décorés en janvier 1860 de l'Ordre de saint Maurice et saint Lazare, la seconde plus importante distinction italienne, par le roi Victor-Emmanuel II de Savoie. Le 27 octobre 1863, il acquiert la citoyenneté genevoise (voir le document de citoyenneté déposé au Département des manuscrits, Bibliothèque de Genève) et devient un an plus tard président de la Société médicale genevoise.

### Activités au sein du Comité international de la Croix-Rouge
En 1863, il est prié d'examiner au sein du « Comité des cinq » les idées de Henri Dunant quant à la fondation de sociétés de volontaires pour venir en aide aux blessés de guerre et la réalisation de celles-ci. Ainsi, il est l'un des cinq membres fondateurs, au cours de la même année, du Comité international de secours aux militaires blessés qui devient en 1876 le Comité international de la Croix-Rouge. En octobre de la même année, Appia propose que tout le personnel volontaire travaillant sur les champs de bataille porte des brassards blancs afin de se distinguer. Le général Guillaume-Henri Dufour, membre fondateur comme Appia du comité, complète plus tard cette idée en y ajoutant une croix rouge. Ainsi, la croix rouge sur fond blanc, renversement du drapeau suisse, devient le symbole de la Croix-Rouge internationale.
Pendant la guerre des Duchés, au cours de la bataille de Dybbøl, le 18 avril 1864, Appia et le capitaine néerlandais Charles van de Velde deviennent les premiers délégués de l'histoire du CICR qui, munis de leurs brassards durant une bataille, jouent le rôle d'observateurs neutres chargés de surveiller les combats et les opérations de secours. Ils furent choisis par le comité international qui se base pour la première fois sur les résolutions de la conférence internationale tenue à Genève du 26 au 29 octobre 1863. De plus, Appia et Van de Velde reçoivent un mandat de la Croix-Rouge genevoise fondée le 17 mars 1864. Celle-ci se charge, en tant que précurseur de la Croix-Rouge suisse qui ne sera fondée que quelques années plus tard, du rôle de société nationale. Ainsi, en raison du mandat supplémentaire offert par la société nationale d'un pays neutre, il est possible pour les deux délégués d'organiser l'aide humanitaire pour les parties en conflit au-delà de la simple observation et de la rédaction d'un rapport au comité international. Tandis que Appia se trouve du côté prussien, Van de Velde est envoyé du côté des troupes danoises. Appia mentionne l'accueil qui lui est fait dans son rapport :
« ...comme je voulais lui [le commandant prussien] indiquer mon mandat, il m'interrompit immédiatement. « Le signe que vous portez est une recommandation suffisante, nous savons ce qu'il signifie. Vous êtes ici pour le bien-être général, voici un ordre de réquisition, choisissez dans le parc de voitures ce qui vous convient... »
Deux ans plus tard, en juin 1866, il s'engage à la demande de son frère dans le cadre des guerres de libération italiennes. Avec deux autres volontaires, ils se font appeler « Squadriglia dei Soccoriti voluntari delle Valli » (corps de volontaires des vallées) et prennent soin des blessés dans un lazaret de Storo, une petite ville italienne. En 1867, il devient secrétaire du comité après l'éviction de Dunant du comité international et conserve ce poste jusqu'en 1870. Mais, en raison de l'importante activité du président du comité, Gustave Moynier, ce poste ne représente pas pour Appia une charge ni une influence d'une ampleur considérable. Le comité se réunit durant cette période trois à quatre fois par mois dans sa maison. En août 1869, Appia rencontre Clara Barton qui séjourne alors en Suisse pour un long traitement médical. Impressionné par son implication durant la guerre de Sécession, il lui demande pourquoi les États-Unis avaient refusé jusqu'ici de signer la convention de Genève. Pour Clara Barton, qui n'avait encore rien entendu jusqu'ici des idées de Henri Dunant, cette rencontre aura pour conséquence son activisme après son retour aux États-Unis pour la fondation d'une société de la Croix-Rouge nationale et l'adhésion des États-Unis à la convention de Genève.
Durant la guerre franco-prussienne de 1870, Appia est à nouveau désigné en tant que délégué du comité international. En octobre 1872, il aide en Égypte à la fondation de la première société de la Croix-Rouge nationale en dehors de l'Europe. Il soutient en outre l'idée de Clara Barton d'étendre la mission des sociétés de la Croix-Rouge à l'aide aux victimes des catastrophes naturelles et des épidémies. Dans les années suivantes, il poursuit son travail en tant que chirurgien et ses études sur le traitement des blessures de guerre. Il apprend également dans les années ultérieures des langues comme le japonais et le chinois pour pouvoir mieux aider à la mise en place des sociétés nationales naissant dans ces pays. À côté de son activisme encore prononcé pour la diffusion de la convention de Genève, il mène aussi des réflexions sur les libertés civiles et la justice sociale.

### Héritage

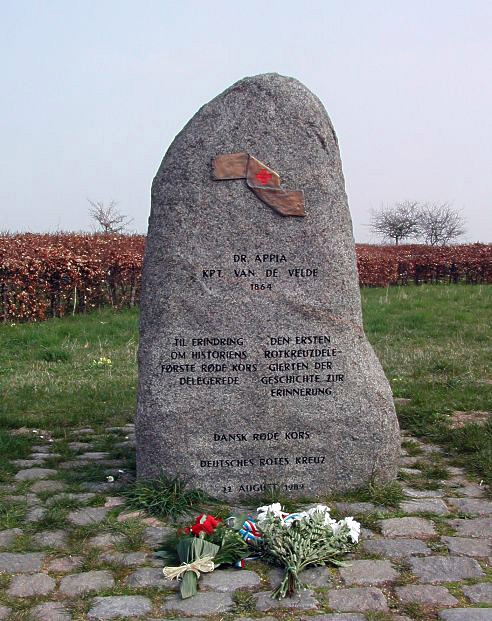
Monument commémoratif à Louis Appia et Charles van de Velde

Louis Appia reste durant les dernières années de sa vie un membre actif du CICR. Ainsi, il participe jusqu'en 1892 aux diverses conférences de la Croix-Rouge. Son activité se distingue surtout par un grand nombre de voyages lors de congrès et de conférences au cours desquels il milite pour la convention de Genève et le travail du comité international. Il défend en outre l'idée que les sociétés de la Croix-Rouge nationales devraient aussi travailler en temps de paix à l'aide aux victimes des catastrophes naturelles et des épidémies et à la prise en charge des réfugiés.
Il est aussi établi qu'il a passé une grande partie de ses dernières semaines dans son logement, montrant à ses visiteurs ses brassards de la Croix-Rouge datant de 1864. Il meurt durant la même année que Charles van de Velde, son accompagnateur au cours de la guerre des Duchés. Durant ses presque 80 ans de vie, il fut pendant 35 ans membre du comité international. Parmi les membres fondateurs du CICR après l'exclusion de Henri Dunant, seul Gustave Moynier lui survit.
Aujourd'hui, l'avenue Appia, entre Genève et Pregny-Chambésy, et la Dr.-Appia-Strasse à Hanau portent son nom . En 1989, l'engagement de Appia et Charles van de Velde est rappelé dans un monument commémoratif situé sur les lieux de la bataille de Dybbøl. Le brassard porté par Appia est aujourd'hui exposé au Musée international de la Croix-Rouge et du Croissant-Rouge de Genève.

## Publications
- Le Chirurgien à l'ambulance ou quelques études pratiques sur les plaies par armes à feu suivi de lettres à un collègue sur les blessés de Palestro, Magenta, Marignan et Solférino, Paris, 1859
- Les Blessés dans le Schleswig pendant la guerre de 1864. Rapport présenté au comité international de Genève, Genève, 1864
- Les Blessés de la bataille de Bezzecca dans la vallée de Tiarno (Tyrol) 21 juillet 1866, Genève, 1866
- La Guerre et la charité. Traité théoritique et pratique de philanthropie appliquée aux armées en campagne, Genève, 1867
- La Solidarité dans le mal et la justice divine, Paris, 1890